# Laurin & Klement C2
Der Laurin & Klement C2 mit der Bezeichnung 12/14 HP vom Typ E abgeleitet, war jedoch deutlich kleiner. Der PKW kam 1906 heraus, und zwar als Doppelphaeton (offener 4-Sitzer).
Der wassergekühlte, seitengesteuerte Vierzylinder-Viertakt-Motor mit T-Kopf hatte einen Hubraum von 2281 cm³ und eine Leistung von 14 PS (10,3 kW). Er beschleunigte das 820 – 1030 kg schwere Fahrzeug bis auf 45 km/h. Über das separate Getriebe und eine Kardanwelle wurde die Antriebskraft an die Hinterräder weitergeleitet. Der Rahmen des Wagens bestand aus genieteten Stahl-U-Profilen.

## Quelle
- Fahrzeughistorie von Skoda.de
- Legenden von Skoda.de